# Acolastus buettikeri
Acolastus buettikeri es un coleóptero de la familia Chrysomelidae.
Fue descrita científicamente por primera vez en 1983 por Lopatin.